# Michael Venus
Michael Venus (Auckland, 16 ottobre 1987) è un tennista neozelandese.

## Biografia
Specialista del doppio, ha vinto 25 tornei del circuito maggiore tra cui il Roland Garros 2017 in coppia con Ryan Harrison e il suo miglior ranking ATP è stato il 6º posto raggiunto il 29 agosto 2022. Nel 2021 ha conquistato la medaglia di bronzo alle Olimpiadi di Tokyo con Marcus Daniell. Ha inoltre disputato la finale al torneo di Wimbledon 2018 e alle ATP Finals 2019.
Si è distinto anche nel doppio misto raggiungendo le finali agli US Open 2017 e 2019 e all'Open di Francia 2023. Ha fatto il suo esordio nella squadra neozelandese di Coppa Davis nel 2010.
In singolare ha vinto tre titoli ITF ma dal 2018 ha giocato quasi esclusivamente in doppio.

## Statistiche

### Doppio

#### Vittorie (25)
| Legenda doppio       |
| Grande Slam (1)      |
| ATP Finals (0)       |
| ATP Masters 1000 (1) |
| ATP Tour 500 (7)     |
| ATP Tour 250 (16)    |

| N.  | Data              | Torneo                                | Superficie  | Compagno      | Avversari in Finale                   | Punteggio            |
| 1.  | 23 maggio 2015    | Open de Nice Côte d'Azur, Nizza       | Terra rossa | Mate Pavić    | Jean-Julien Rojer Horia Tecău         | 7–6(4), 2–6, [10–8]  |
| 2.  | 16 gennaio 2016   | Auckland Open, Auckland               | Cemento     | Mate Pavić    | Eric Butorac Scott Lipsky             | 7–5, 6–4             |
| 3.  | 7 febbraio 2016   | Open Sud de France, Montpellier       | Cemento (i) | Mate Pavić    | Alexander Zverev Miša Zverev          | 7–5, 7–6(4)          |
| 4.  | 21 febbraio 2016  | Open 13, Marsiglia                    | Cemento (i) | Mate Pavić    | Jonathan Erlich Colin Fleming         | 6–2, 6–3             |
| 5.  | 11 giugno 2016    | Rosmalen Open, 's-Hertogenbosch       | Erba        | Mate Pavić    | Dominic Inglot Raven Klaasen          | 3–6, 6–3, [11–9]     |
| 6.  | 7 maggio 2017     | Estoril Open, Cascais                 | Terra rossa | Ryan Harrison | David Marrero Tommy Robredo           | 7–5, 6–2             |
| 7.  | 11 giugno 2017    | Open di Francia, Parigi               | Terra rossa | Ryan Harrison | Santiago González Donald Young        | 7–6(5), 6(4)–7, 6–3  |
| 8.  | 25 febbraio 2018  | Open 13, Marsiglia (2)                | Cemento (i) | Raven Klaasen | Marcus Daniell Dominic Inglot         | 6(2)–7, 6–3, [10–4]  |
| 9.  | 23 giugno 2019    | Halle Open, Halle                     | Erba        | Raven Klaasen | Łukasz Kubot Marcelo Melo             | 4–6, 6–3, [10–4]     |
| 10. | 4 agosto 2019     | Washington Open, Washington           | Cemento     | Raven Klaasen | Jean-Julien Rojer Horia Tecău         | 3–6, 6–3, [10–2]     |
| 11. | 29 febbraio 2020  | Dubai Tennis Championships, Dubai     | Cemento     | John Peers    | Raven Klaasen Oliver Marach           | 6–3, 6–2             |
| 12. | 27 settembre 2020 | Hamburg European Open, Amburgo        | Terra rossa | John Peers    | Ivan Dodig Mate Pavić                 | 6–3, 6–4             |
| 13. | 25 ottobre 2020   | European Open, Anversa                | Cemento (i) | John Peers    | Rohan Bopanna Matwé Middelkoop        | 6–3, 6–4             |
| 14. | 22 maggio 2021    | Geneva Open, Ginevra                  | Terra rossa | John Peers    | Simone Bolelli Máximo González        | 6–2, 7–5             |
| 15. | 18 luglio 2021    | Hamburg European Open, Amburgo (2)    | Terra rossa | Tim Pütz      | Kevin Krawietz Horia Tecău            | 6–3, 6(3)–7, [10–8]  |
| 16. | 7 novembre 2021   | Paris Masters, Parigi                 | Cemento (i) | Tim Pütz      | Pierre-Hugues Herbert Nicolas Mahut   | 6–3, 6(4)–7, [11–9]  |
| 17. | 26 febbraio 2022  | Dubai Tennis Championships, Dubai (2) | Cemento     | Tim Pütz      | Nikola Mektić Mate Pavić              | 6-3, 6(5)-7, [16-14] |
| 18. | 12 febbraio 2023  | Dallas Open, Dallas                   | Cemento (i) | Jamie Murray  | Nathaniel Lammons Jackson Withrow     | 1–6, 7–6(4), [10–7]  |
| 19. | 23 aprile 2023    | Srpska Open, Banja Luka               | Terra rossa | Jamie Murray  | Francisco Cabral Oleksandr Nedovjesov | 7–5, 6–2             |
| 20. | 27 maggio 2023    | Geneva Open, Ginevra                  | Terra rossa | Jamie Murray  | Marcel Granollers Horacio Zeballos    | 7–6(6), 7–6(3)       |
| 21. | 26 settembre 2023 | Zhuhai Championships, Zhuhai          | Cemento     | Jamie Murray  | Nathaniel Lammons Jackson Withrow     | 6–4, 6–4             |
| 22. | 25 febbraio 2024  | Qatar Open, Doha                      | Cemento     | Jamie Murray  | Lorenzo Musetti Lorenzo Sonego        | 7–6(0), 2–6, [10–8]  |
| 23. | 23 giugno 2024    | Queen's Club Championships, Londra    | Erba        | Neal Skupski  | Taylor Fritz Karen Chačanov           | 4–6, 7–6(5), [10–8]  |
| 24. | 28 giugno 2024    | Eastbourne International, Eastbourne  | Erba        | Neal Skupski  | Matthew Ebden John Peers              | 4–6, 7–6(2), [11–9]  |
| 25. | 11 gennaio 2025   | Auckland Open, Auckland (2)           | Cemento     | Nikola Mektić | Christian Harrison Rajeev Ram         | w/o                  |

#### Finali perse (24)
| Legenda doppio       |
| Grande Slam (1)      |
| ATP Finals (1)       |
| ATP Masters 1000 (4) |
| ATP Tour 500 (7)     |
| ATP Tour 250 (11)    |

| N.  | Data              | Torneo                                     | Superficie  | Compagno         | Avversari in Finale                   | Punteggio                  |
| 1.  | 26 luglio 2015    | Colombia Open, Bogotà                      | Cemento     | Mate Pavić       | Édouard Roger-Vasselin Radek Štěpánek | 5–7, 3–6                   |
| 2.  | 25 ottobre 2015   | Stockholm Open, Stoccolma                  | Cemento (i) | Mate Pavić       | Nicholas Monroe Jack Sock             | 5–7, 2–6                   |
| 3.  | 21 maggio 2016    | Open de Nice Côte d'Azur, Nizza            | Terra rossa | Mate Pavić       | Juan Sebastián Cabal Robert Farah     | 6–4, 4–6, [8–10]           |
| 4.  | 24 luglio 2016    | Swiss Open Gstaad, Gstaad                  | Terra rossa | Mate Pavić       | Julio Peralta Horacio Zeballos        | 6(2)–7, 2–6                |
| 5.  | 25 settembre 2016 | Open de Moselle, Metz                      | Cemento (i) | Mate Pavić       | Julio Peralta Horacio Zeballos        | 3–6, 6(4)–7                |
| 6.  | 23 ottobre 2016   | Stockholm Open, Stoccolma (2)              | Cemento (i) | Mate Pavić       | Elias Ymer Mikael Ymer                | 1–6, 1–6                   |
| 7.  | 30 ottobre 2016   | Swiss Indoors Basel, Basilea               | Cemento (i) | Robert Lindstedt | Marcel Granollers Jack Sock           | 3–6, 4–6                   |
| 8.  | 16 giugno 2018    | Rosmalen Open, 's-Hertogenbosch            | Erba        | Raven Klaasen    | Dominic Inglot Franko Škugor          | 6(3)–7, 5–7                |
| 9.  | 14 luglio 2018    | Wimbledon, Londra                          | Erba        | Raven Klaasen    | Mike Bryan Jack Sock                  | 3–6, 7–6(7), 3–6, 7–5, 5–7 |
| 10. | 12 agosto 2018    | Canadian Open, Toronto                     | Cemento     | Raven Klaasen    | Henri Kontinen John Peers             | 2–6, 7–6(7), [6–10]        |
| 11. | 7 ottobre 2018    | Japan Open Tennis Championships, Tokyo     | Cemento     | Raven Klaasen    | Ben McLachlan Jan-Lennard Struff      | 4–6, 5–7                   |
| 12. | 12 gennaio 2019   | Auckland Open, Auckland                    | Cemento     | Raven Klaasen    | Ben McLachlan Jan-Lennard Struff      | 3–6, 4–6                   |
| 13. | 19 maggio 2019    | Internazionali d'Italia, Roma              | Terra rossa | Raven Klaasen    | Juan Sebastián Cabal Robert Farah     | 1–6, 3–6                   |
| 14. | 17 novembre 2019  | ATP Finals, Londra                         | Cemento (i) | Raven Klaasen    | Pierre-Hugues Herbert Nicolas Mahut   | 3–6, 4–6                   |
| 15. | 8 agosto 2021     | Washington Open, Washington                | Cemento     | Neal Skupski     | Raven Klaasen Ben McLachlan           | 6(4)–, 7 4–6               |
| 16. | 12 giugno 2022    | Stuttgart Open, Stoccarda                  | Erba        | Tim Pütz         | Hubert Hurkacz Mate Pavić             | 6(3)–7, 6(5)–7             |
| 17. | 8 agosto 2021     | Halle Open, Washington                     | Erba        | Tim Pütz         | Marcel Granollers Horacio Zeballos    | 4–6, 7–6(5), [12–14]       |
| 18. | 30 luglio 2022    | Austrian Open, Kitzbühel                   | Terra rossa | Tim Pütz         | Lorenzo Sonego Pedro Martínez         | 7–5, 4–6, [8–10]           |
| 19. | 21 agosto 2022    | Cincinnati Open, Cincinnati                | Cemento     | Tim Pütz         | Rajeev Ram Joe Salisbury              | 6(4)–7, 6(5)–7             |
| 20. | 8 gennaio 2023    | Adelaide International 1, Adelaide         | Cemento     | Jamie Murray     | Lloyd Glasspool Harri Heliövaara      | 3–6, 6(3)–7                |
| 21. | 20 agosto 2023    | Cincinnati Open, Cincinnati (2)            | Cemento     | Jamie Murray     | Máximo González Andrés Molteni        | 6–3, 1–6, [9–11]           |
| 22. | 22 ottobre 2023   | Japan Open Tennis Championships, Tokyo (2) | Cemento     | Jamie Murray     | Rinky Hijikata Max Purcell            | 4–6, 1–6                   |
| 23. | 27 ottobre 2024   | Vienna Open, Vienna                        | Cemento (i) | Neal Skupski     | Alexander Erler Lucas Miedler         | 6–4, 3–6, [1–10]           |
| 24. | 22 giugno 2025    | Queen's Club Championships, Londra         | Erba        | Nikola Mektić    | Julian Cash Lloyd Glasspool           | 3-6, 7-6(5), [6-10]        |

### Doppio misto

#### Finali perse (3)
| Tornei del Grande Slam  |
| ----------------------- |
| Australian Open (0)     |
| Open di Francia (1)     |
| Torneo di Wimbledon (0) |
| US Open (2)             |

| N. | Data             | Torneo                  | Superficie  | Compagna         | Avversari in finale                | Punteggio        |
| 1. | 9 settembre 2017 | US Open, New York (1)   | Cemento     | Chan Hao-ching   | Martina Hingis Jamie Murray        | 1–6, 6–4, [8–10] |
| 2. | 7 settembre 2019 | US Open, New York (2)   | Cemento     | Chan Hao-ching   | Bethanie Mattek-Sands Jamie Murray | 2–6, 3–6         |
| 3. | 8 giugno 2023    | Open di Francia, Parigi | Terra rossa | Bianca Andreescu | Miyu Katō Tim Pütz                 | 3–6, 4–6         |

## Risultati in progressione
| Sigla | Risultato               |
| ----- | ----------------------- |
| V     | Vincitore               |
| F     | Finalista               |
| SF    | Semifinalista           |
| O     | Oro olimpico            |
| A     | Argento olimpico        |
| SF    | Bronzo olimpico         |
| QF    | Quarti di Finale        |
| 4T    | Quarto turno            |
| 3T    | Terzo turno             |
| 2T    | Secondo turno           |
| 1T    | Primo turno             |
| RR    | Round Robin             |
| LQ    | Turno di qualificazione |
| A     | Assente                 |
| ND    | Non disputato           |

| Legenda superfici    |
| -------------------- |
| Cemento              |
| Terra battuta        |
| Erba                 |
| Superficie variabile |

### Singolare
| Tornei Grande Slam         |     |     |     |     |
| Australian Open, Melbourne | A   | A   | A   | 0–0 |
| Roland Garros, Parigi      | A   | A   | A   | 0–0 |
| Wimbledon, Londra          | A   | A   | A   | 0–0 |
| US Open, New York          | Q2  | A   | Q1  | 0–0 |
| Vittorie–Sconfitte         | 0–0 | 0–0 | 0–0 | 0–0 |

### Doppio
| Tornei Grande Slam         |               |               |     |               |               |               |               |      |               |               |       |
| Australian Open, Melbourne | 3T            | 3T            | 1T  | 2T            | 1T            | QF            | 3T            | 3T   | QF            | 2T            | 15–10 |
| Open di Francia, Parigi    | 1T            | 1T            | 1T  | V             | 3T            | 1T            | 2T            | 2T   | 3T            | 3T            | 14–9  |
| Wimbledon, Londra          | 1T            | 3T            | 3T  | QF            | F             | SF            | ND            | 1T   | 1T            | QF            | 19–9  |
| US Open, New York          | 3T            | 2T            | 2T  | 1T            | 2T            | 2T            | 2T            | 1T   | 3T            | 2T            | 10–10 |
| Vittorie–Sconfitte         | 4–4           | 5–4           | 3–4 | 10–3          | 8–4           | 8–4           | 4–3           | 3–4  | 6–4           | 7–4           | 58–38 |
| Torneo di Fine Anno        |               |               |     |               |               |               |               |      |               |               |       |
| ATP Finals, Londra         | A             | A             | A   | SF            | RR            | F             | RR            | A    | A             |               | 7–8   |
| Vittorie–Sconfitte         | 0–0           | 0–0           | 0–0 | 3–1           | 1–2           | 3–2           | 0–3           | 0–0  | 0–0           | 0–0           | 7–8   |
| Giochi Olimpici            |               |               |     |               |               |               |               |      |               |               |       |
| Giochi Olimpici            | Non disputati | Non disputati | 1T  | Non disputati | Non disputati | Non disputati | Non disputati | SF/B | Non disputati | Non disputati | 0–1   |
| Vittorie–Sconfitte         | Non disputati | Non disputati | 0–1 | Non disputati | Non disputati | Non disputati | Non disputati | 3–1  | 3–2           |               |       |

### Doppio misto
| Tornei Grande Slam         |               |               |     |               |               |               |               |     |               |               |       |
| Australian Open, Melbourne | A             | A             | A   | 1T            | 2T            | 1T            | 2T            | 1T  | QF            | 1T            | 4–7   |
| Open di Francia, Parigi    | A             | A             | A   | 2T            | 1T            | 1T            | ND            | A   | A             | F             | 5–4   |
| Wimbledon, Londra          | 1T            | 3T            | 1T  | 3T            | SF            | 2T            | ND            | A   | 1T            | A             | 6–7   |
| US Open, New York          | A             | A             | A   | F             | 2T            | F             | ND            | 1T  | 2T            | A             | 10–5  |
| Vittorie–Sconfitte         | 0–1           | 2–1           | 0–1 | 6–4           | 5–4           | 4–4           | 1–1           | 0–2 | 3–3           | 4–2           | 25–23 |
| Giochi Olimpici            |               |               |     |               |               |               |               |     |               |               |       |
| Giochi Olimpici            | Non disputati | Non disputati | A   | Non disputati | Non disputati | Non disputati | Non disputati | A   | Non disputati | Non disputati | 0–0   |
| Vittorie–Sconfitte         | Non disputati | Non disputati | 0–0 | Non disputati | Non disputati | Non disputati | Non disputati | 0–0 | Non disputati | Non disputati | 0–0   |